# Watanabe Moritsuna
Watanabe Moritsuna est un nom japonais traditionnel ; le nom de famille (ou le nom d'école), Watanabe, précède donc le prénom (ou le nom d'artiste).
Watanabe Moritsuna (渡辺守綱, 1542-1620) est un samouraï du clan Watanabe, au service du clan Tokugawa.
Il est un descendant de Watanabe Yasushi, petit-fils de Matsuura Hisashi (1064-1148 ou 1154), arrière-petit-fils de Watanabe no Tsuna (953-1025). Ses ancêtres étaient des vassaux directs des shoguns Ashikaga, et plus tard se déplacèrent dans la province de Mikawa.
Il rejoint Tokugawa Ieyasu en 1557 et prend part aux fameuses batailles d'Anegawa (1570), Mikatagahara (1573) et Nagashino (1575), Komaki et Nagakute (1584), et le siège d'Osaka (1614-1615). En 1613, il a un revenu de 14 000 koku, et sa base est le château de Terabe. Il est l'ancêtre des Watanabe du domaine de Hakata et il fait partie de la liste des seize généraux du shogun Tokugawa Ieyasu.
Il est surnommé « Yari no Hanzo » (« lance Hanzo »), en raison de son habileté au maniement de la lance (yari). Cela permet aussi de le distinguer du ninja Tokugawa Hattori Hanzo, surnommé lui « Oni no Hanzo » (« diable Hanzo »).

## Source de la traduction
- (en) Cet article est partiellement ou en totalité issu de l’article de Wikipédia en anglais intitulé « Watanabe Moritsuna » (voir la liste des auteurs).